# فلاديمير مولر
فلاديمير مولر (بالروسية: Мюллер, Владимир Карлович)‏ (و. 1880 – 1941 م) هو معجمي، ولغوي، من الإمبراطورية الروسية، ولد في سانت بطرسبرغ، توفي في سانت بطرسبرغ، عن عمر يناهز 61 عاماً.

## التعليم
تعلم في جامعة موسكو الحكومية.